# Colton Smith
Colton Smith é um lutador de MMA Americano, vencedor do The Ultimate Fighter: Team Carwin vs. Team Nelson no Peso Leve, ganhou o TUF, ja lutou pelo Ultimate Fighting Championship.

## Carreira no MMA

### The Ultimate Fighter
Com menos de um ano de carreira profissional no MMA, Smith foi selecionado para o The Ultimate Fighter: Team Carwin vs. Team Nelson.
Na luta seletiva Smith venceu Jesse Barrett por Decisão Unânime, Smith foi então a 4ª escolha da Equipe Nelson. Nas oitavas de final, venceu Eddy Ellis por Decisão Majoritária após dois rounds. 
Nas quartas de final enfrentou Igor Araújo, o único brasileiro na competição, Smith venceu por Decisão Unânime após dois rounds. Nas semi-finais venceu Jon Manley por Decisão Unânime após três round, e garantiu uma vaga na final contra Mike Ricci

### Ultimate Fighting Championship
Smith fez a final do TUF 16, contra Mike Ricci em 15 de Dezembro de 2012 no The Ultimate Fighter 16 Finale, Smith dominou Ricci sem dificuldades e venceu a luta por Decisão Unânime.
Smith enfrentou Robert Whittaker, vencedor do The Ultimate Fighter: The Smashes em 25 de Maio de 2013 no UFC 160. Ele perdeu por Nocaute Técnico.
Smith enfrentou o vencedor do The Ultimate Fighter 15, Michael Chiesa em 6 de Novembro de 2013 no UFC: Fight for the Troops 3. Smith perdeu por Finalização no segundo round.
Smith enfrentou o estreante no UFC Carlos Diego Ferreira em 28 de Junho de 2014 no UFC Fight Night: Swanson vs. Stephens e foi derrotado com um mata leão no primeiro round. Dias depois da derrota, Colton Smith foi liberado do UFC.

### World Series of Fighting
Smith fez sua estréia pelo World Series of Fighting em 17 de Outubro de 2015 contra Washington Nunes no WSOF 24. Ele venceu a luta por decisão unânime.

## Cartel no MMA
| Cartel no MMA   |            |            |
| 12 lutas        | 7 vitórias | 5 derrotas |
| Por nocaute     | 1          | 2          |
| Por finalização | 2          | 2          |
| Por decisão     | 4          | 1          |

| Res.    | Cartel | Oponente              | Método                  | Evento                                    | Data       | Round | Tempo | Local                     | Notas                                      |
| ------- | ------ | --------------------- | ----------------------- | ----------------------------------------- | ---------- | ----- | ----- | ------------------------- | ------------------------------------------ |
| Derrota | 7–5    | Sean Brady            | Decisão (unânime)       | Shogun Fights: Florida                    | 17/03/2018 | 3     | 5:00  | Hollywood, Florida        | Pelo Cinturão Meio-Médio do Shogun Fights. |
| Vitória | 7–4    | Joseph Valadez        | Decisão (unânime)       | OCFN: Honoring America's Warriors         | 30/04/2016 | 3     | 5:00  | Weatherford, Oklahoma     |                                            |
| Vitória | 6-4    | Washington Nunes      | Decisão (unânime)       | WSOF 24: Fitch vs. Okami                  | 17/10/2015 | 3     | 5:00  | Mashantucket, Connecticut |                                            |
| Vitória | 5-4    | Marcus Andrusia       | Nocaute Técnico (socos) | Rocks Xtreme MMA 14                       | 16/05/2015 | 1     | 2:35  | Harker Heights, Texas     |                                            |
| Vitória | 4-4    | Evan Cutts            | Decisão (unânime)       | Rocks Xtreme MMA 12                       | 28/02/2015 | 3     | 5:00  | Harker Heights, Texas     |                                            |
| Derrota | 3-4    | Carlos Diego Ferreira | Finalização (mata leão) | UFC Fight Night: Swanson vs. Stephens     | 28/06/2014 | 1     | 0:38  | San Antonio, Texas        |                                            |
| Derrota | 3-3    | Michael Chiesa        | Finalização (mata leão) | UFC: Fight for the Troops 3               | 06/11/2013 | 2     | 1:41  | Fort Campbell, Kentucky   |                                            |
| Derrota | 3-2    | Robert Whittaker      | Nocaute Técnico (socos) | UFC 160: Velasquez vs. Silva II           | 25/05/2013 | 3     | 0:41  | Las Vegas, Nevada         |                                            |
| Vitória | 3-1    | Mike Ricci            | Decisão (unânime)       | The Ultimate Fighter 16 Finale            | 15/12/2012 | 3     | 5:00  | Las Vegas, Nevada         | Venceu o TUF 16 nos Leves                  |
| Derrota | 2-1    | Steve Montgomery      | Nocaute (soco)          | CFA 5 - Chavez vs. Parsons                | 24/02/2012 | 2     | 0:08  | Coral Gables, Florida     |                                            |
| Vitória | 2-0    | Walter Coles          | Finalização (socos)     | Demolition Combat                         | 19/11/2011 | 1     | 1:52  | Virgínia                  |                                            |
| Vitória | 1-0    | Brian Nielson         | Finalização (mata leão) | M-1 Challenge 24 - Damkovsky vs. Figueroa | 25/03/2011 | 1     | 4:19  | Norfolk, Virgínia         |                                            |